# Orthetrum villosovittatum
Orthetrum villosovittatum là một loài chuồn chuồn ngô. 

## Phân bố
Chúng được phân bố từ Victoria, xuyên qua phía đông New South Wales và Queensland, đến phía bắc của Queensland; bán đảo Cape York và phía bắc của Bắc Territory ở Úc. Thậm chí ở Moluccas, New Guinea và các đảo lân cận cũng xuất hiện loài này.

## Đặc điểm
Loài chuồn chuồn này có kích thước trung bình, từ 60 đến 85 mm.

## Hình ảnh

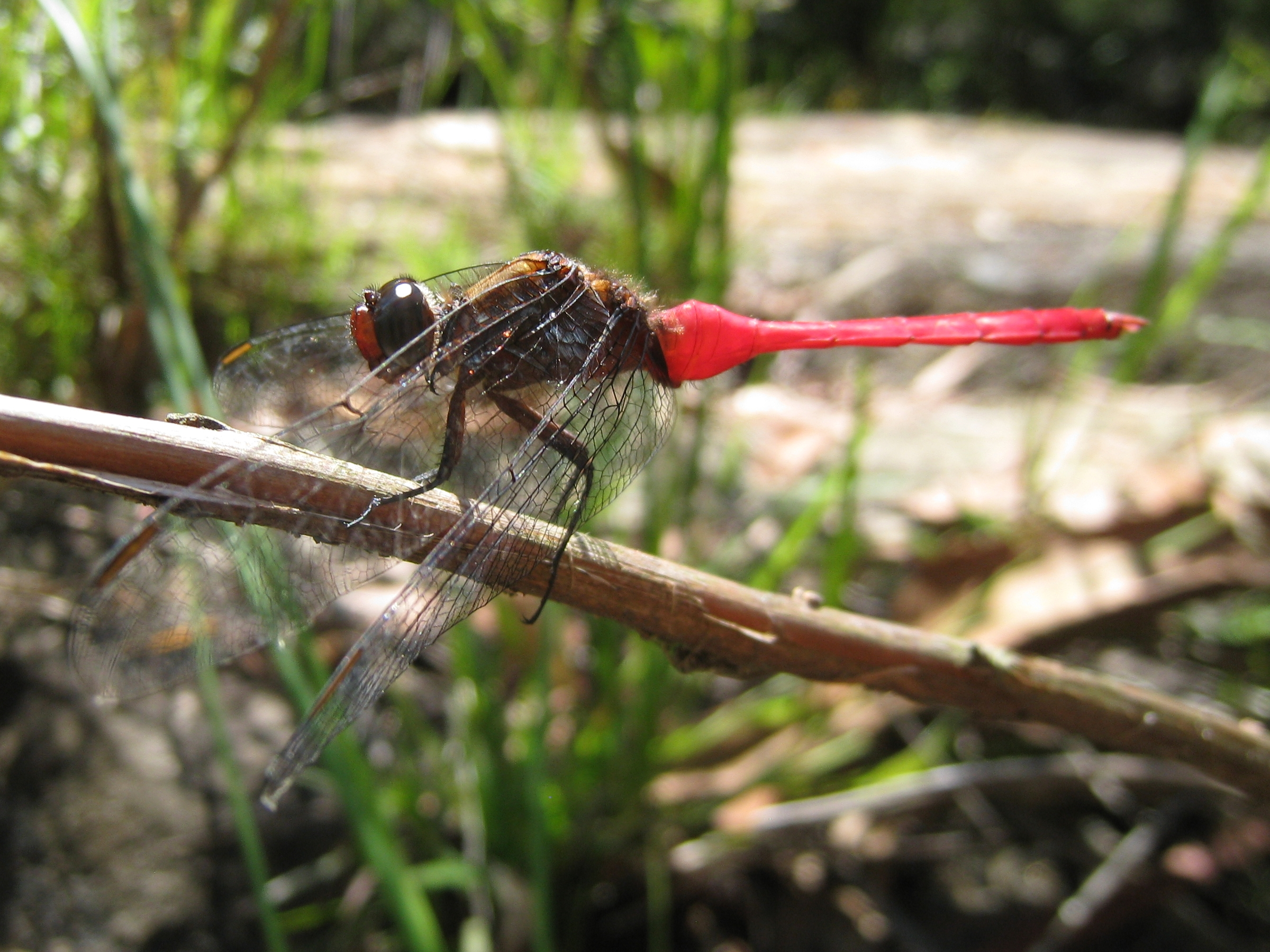
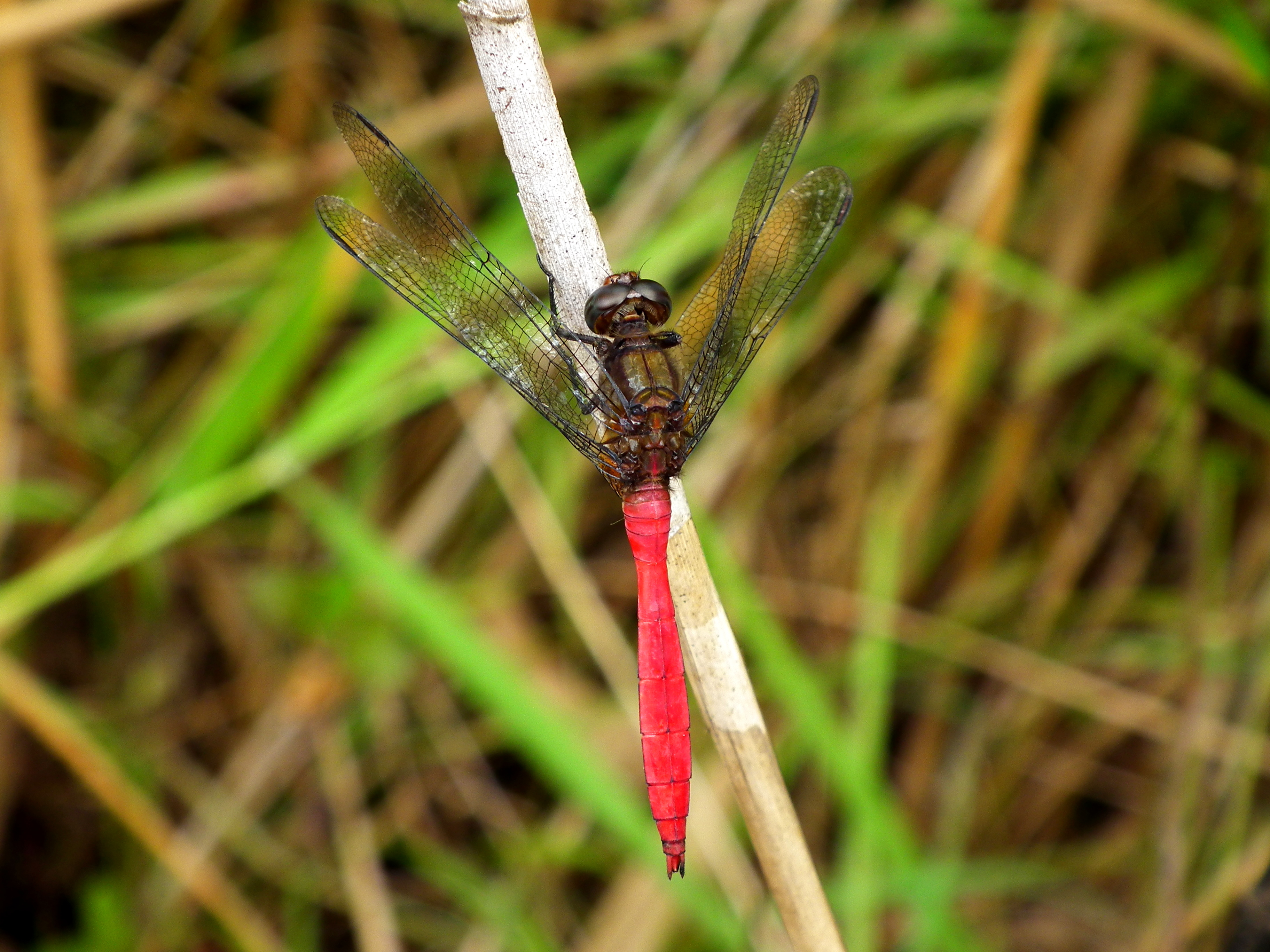
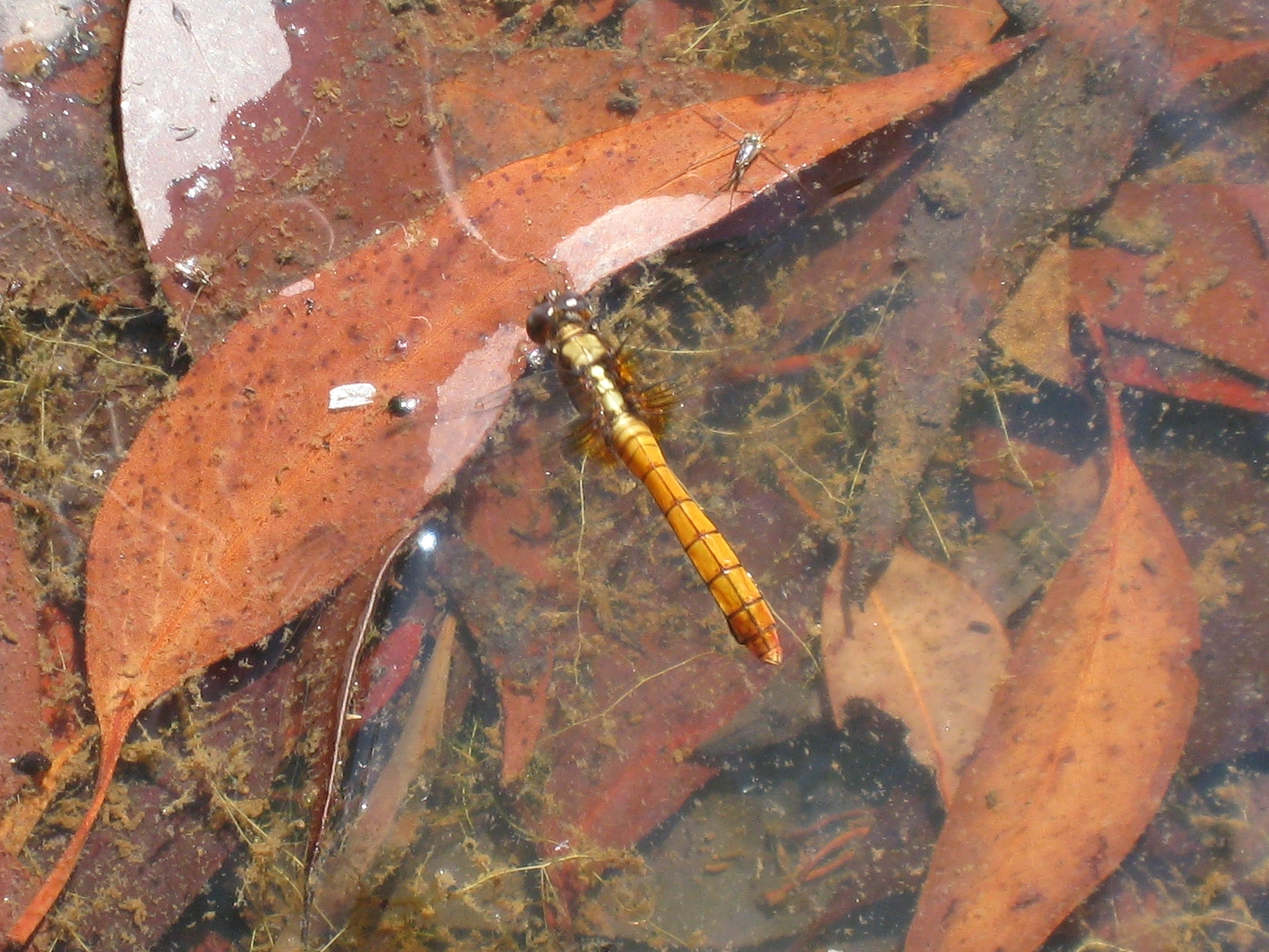
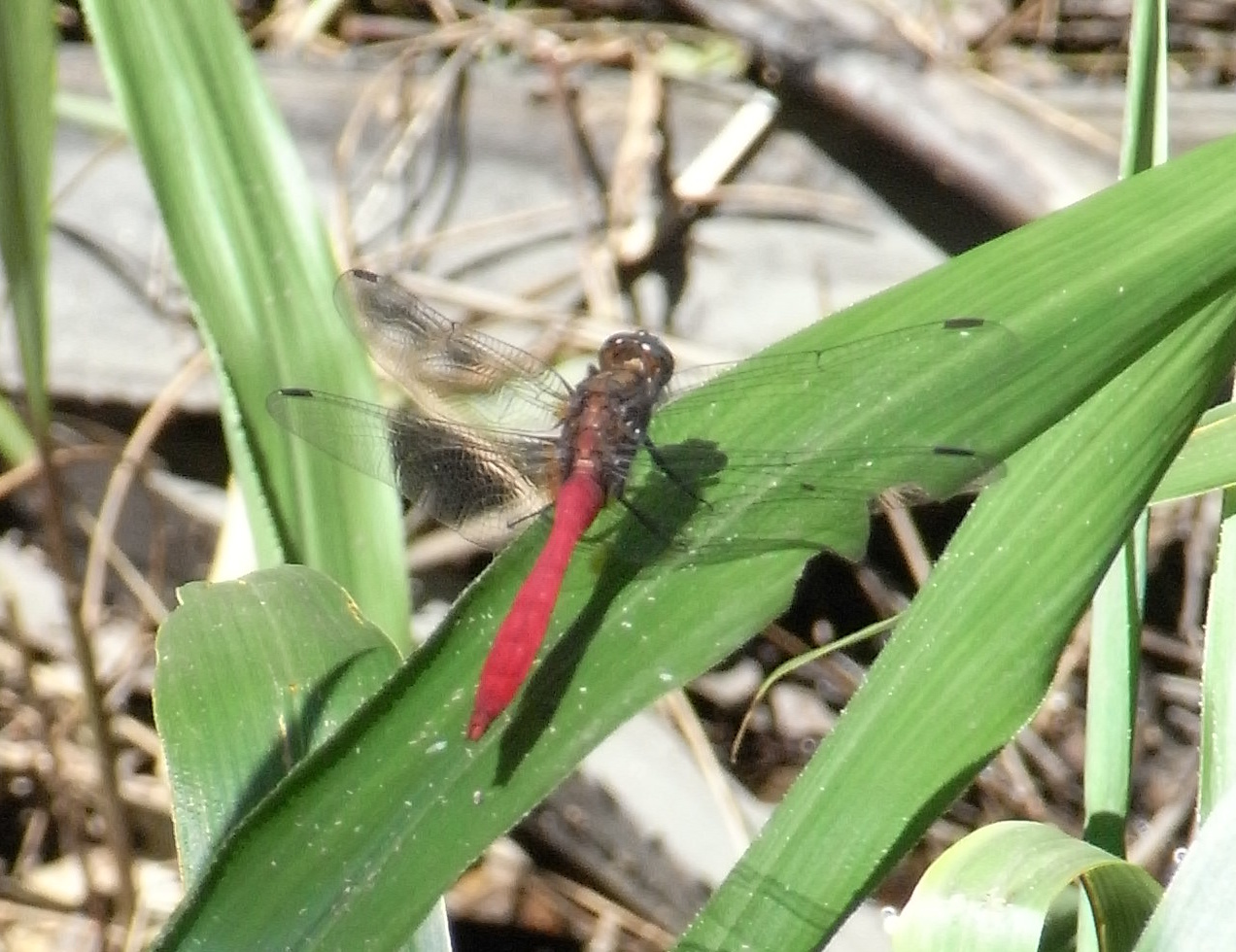